# Papagal auriu
Papagalul auriu (Guaruba guarouba) este un papagal neotropical de mărime medie, galben-auriu, originar din bazinul Amazonului din interiorul nordului Braziliei. Este singura specie plasată în genul Guaruba.
Penajul său este în cea mai mare parte galben aprins, de unde și numele său comun, dar posedă și remigene verzi. Aceasta trăiește în pădurile tropicale montane mai uscate din Brazilia amazoniană și este o specie amenințată de despăduriri și inundații, precum și de capturarea acum ilegală a exemplarelor sălbatice pentru comerțul cu animale de companie. Este inclusă în apendicele I al CITES.

## Galerie

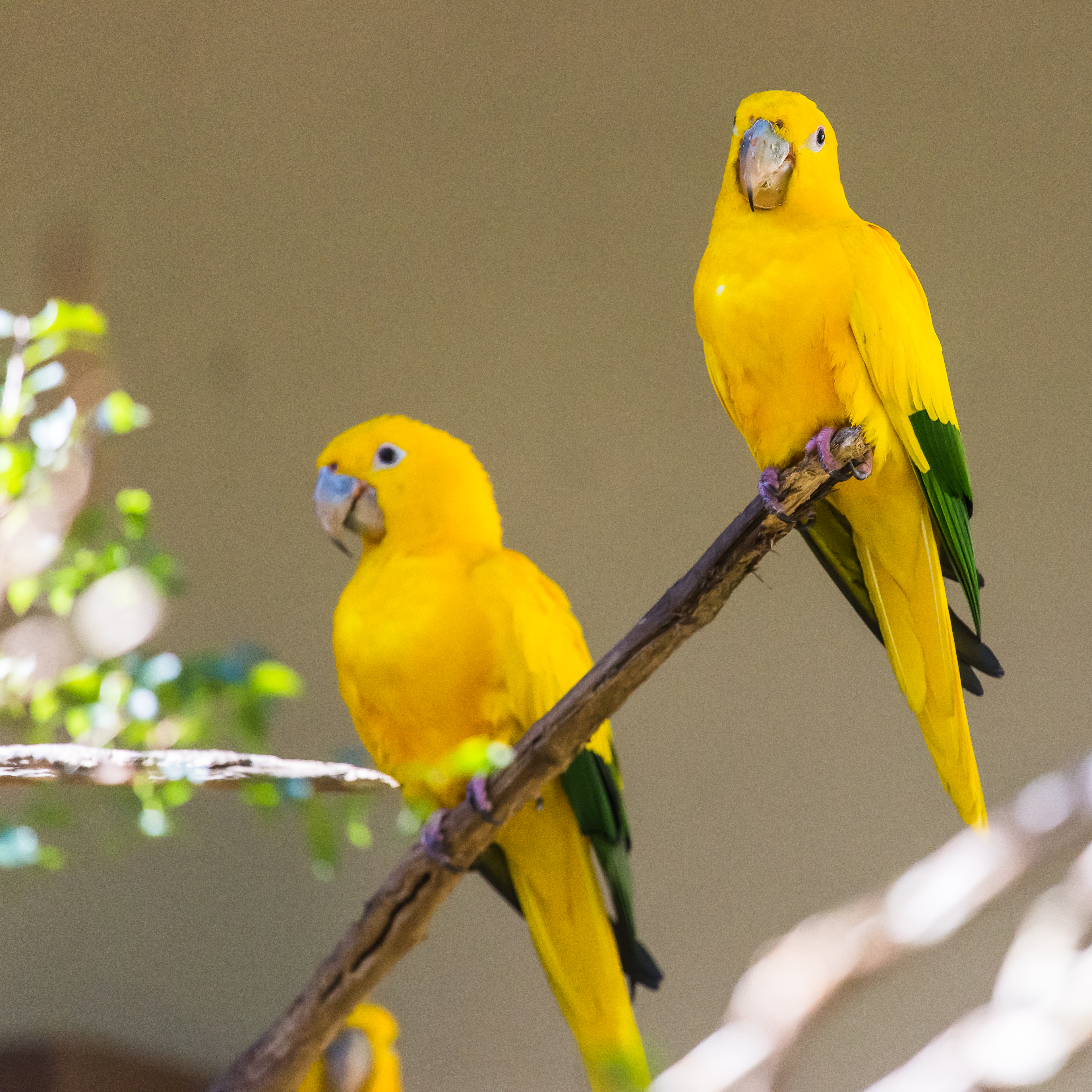
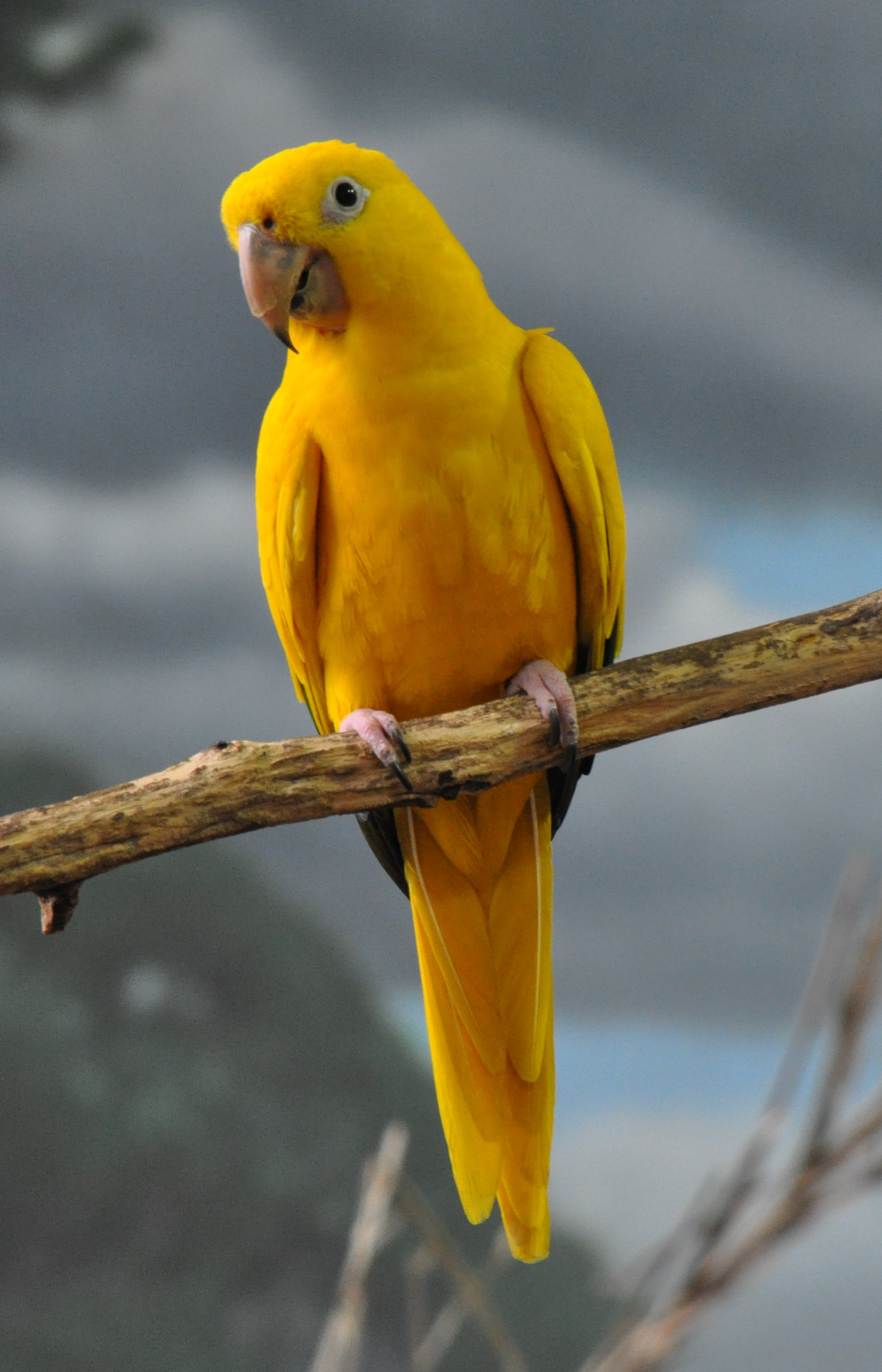
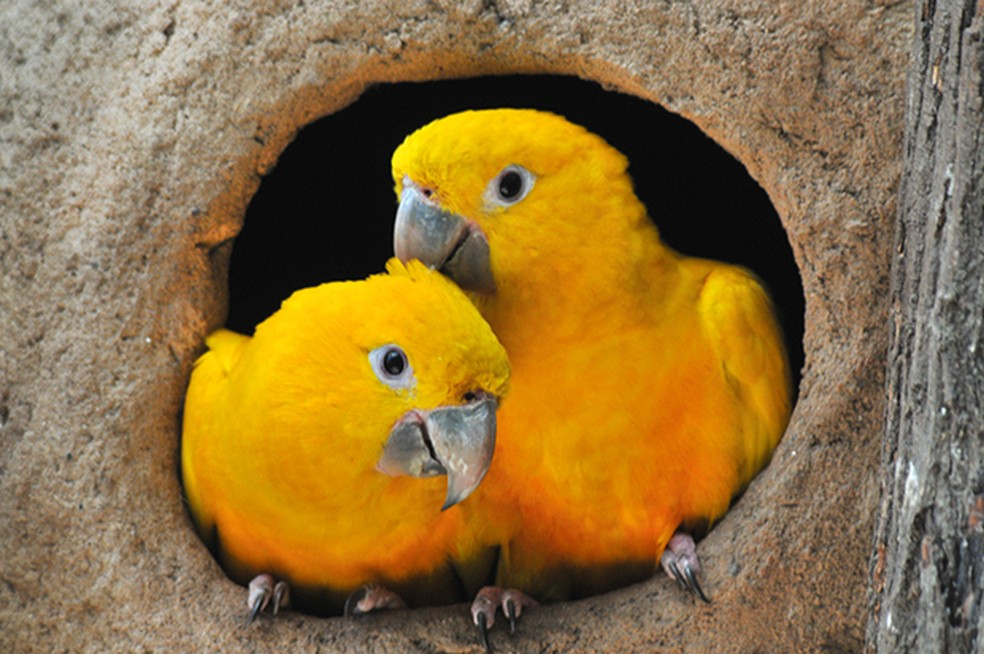